# Europamästerskapet i basket för damer 1958
Europamästerskapet i basket för damer 1958 spelades i Łódź, Polen och var den sjätte EM-basketturneringen som avgjordes för damer. Turneringen spelades mellan den 9 och 18 maj 1958 och totalt deltog tio lag i turneringen där Bulgarien blev Europamästare före Sovjetunionen och Tjeckoslovakien, det var Bulgariens första EM-guld.

## Kvalificerade länder
| - Polen (som arrangör) - Bulgarien - Frankrike - Jugoslavien - Nederländerna | - Sovjetunionen - Tjeckoslovakien - Ungern - Österrike - Östtyskland |

## Gruppspelet

### Spelsystem
De tio lagen som var med i EM var indelade i tre grupper, en med fyra lag och två med tre lag i vardera. Alla lagen mötte alla en gång i sin grupp innan de två bästa lagen i varje grupp gick vidare till spel om platserna ett till sex, medan grupptreorna samt gruppfyran spelade om platserna sju till tio. Seger i en match gav två poäng och förlust gav en poäng.
|  | Laget spelade om plats 1-6  |
|  | Laget spelade om plats 7-10 |

### Grupp A
| Plats | Nation      | Spelade | Vinster | Förluster | Mål      | Målskillnad | Poäng |
| ----- | ----------- | ------- | ------- | --------- | -------- | ----------- | ----- |
| 1     | Sovjet      | 2       | 2       | 0         | 140 – 66 | +74         | 4     |
| 2     | Frankrike   | 2       | 1       | 1         | 92 – 95  | -3          | 3     |
| 3     | Östtyskland | 2       | 0       | 2         | 54 – 125 | -71         | 2     |

| 9 maj 1958 kl 10:00 (CET) | Östtyskland | 25 – 74 (13-39) Rapport | Sovjet | Łódź |
| 9 maj 1958 kl 10:00 (CET) |             |                         |        | Łódź |

| 10 maj 1958 kl 10:00 (CET) | Östtyskland | 29 – 51 (9-18) Rapport | Frankrike | Łódź |
| 10 maj 1958 kl 10:00 (CET) |             |                        |           | Łódź |

| 11 maj 1958 kl 19:30 (CET) | Sovjet | 66 – 41 (34-17) Rapport | Frankrike | Łódź |
| 11 maj 1958 kl 19:30 (CET) |        |                         |           | Łódź |

### Grupp B
| Plats | Nation        | Spelade | Vinster | Förluster | Mål       | Målskillnad | Poäng |
| ----- | ------------- | ------- | ------- | --------- | --------- | ----------- | ----- |
| 1     | Polen         | 3       | 3       | 0         | 204 – 119 | +85         | 6     |
| 2     | Jugoslavien   | 3       | 2       | 1         | 159 – 143 | +16         | 5     |
| 3     | Ungern        | 3       | 1       | 2         | 126 – 120 | +6          | 4     |
| 4     | Nederländerna | 3       | 0       | 3         | 95 – 202  | -107        | 3     |

| 9 maj 1958 kl 11:30 (CET) | Ungern | 37 – 40 (13-22) Rapport | Jugoslavien | Łódź |
| 9 maj 1958 kl 11:30 (CET) |        |                         |             | Łódź |

| 9 maj 1958 kl 18:30 (CET) | Nederländerna | 32 – 81 (19-47) Rapport | Polen | Łódź |
| 9 maj 1958 kl 18:30 (CET) |               |                         |       | Łódź |

| 10 maj 1958 kl 18:00 (CET) | Nederländerna | 24 – 49 (10-17) Rapport | Ungern | Łódź |
| 10 maj 1958 kl 18:00 (CET) |               |                         |        | Łódź |

| 10 maj 1958 kl 19:30 (CET) | Jugoslavien | 47 – 67 (25-32) Rapport | Polen | Łódź |
| 10 maj 1958 kl 19:30 (CET) |             |                         |       | Łódź |

| 11 maj 1958 kl 11:30 (CET) | Nederländerna | 39 – 72 (23-35) Rapport | Jugoslavien | Łódź |
| 11 maj 1958 kl 11:30 (CET) |               |                         |             | Łódź |

| 11 maj 1958 kl 18:00 (CET) | Ungern | 40 – 56 (16-26) Rapport | Polen | Łódź |
| 11 maj 1958 kl 18:00 (CET) |        |                         |       | Łódź |

### Grupp C
| Plats | Nation          | Spelade | Vinster | Förluster | Mål      | Målskillnad | Poäng |
| ----- | --------------- | ------- | ------- | --------- | -------- | ----------- | ----- |
| 1     | Tjeckoslovakien | 2       | 2       | 0         | 122 – 62 | +60         | 4     |
| 2     | Bulgarien       | 2       | 1       | 1         | 108 – 89 | +19         | 3     |
| 3     | Österrike       | 2       | 0       | 2         | 54 – 133 | -79         | 2     |

| 9 maj 1958 kl 20:00 (CET) | Bulgarien | 42 – 55 (18-26) Rapport | Tjeckoslovakien | Łódź |
| 9 maj 1958 kl 20:00 (CET) |           |                         |                 | Łódź |

| 10 maj 1958 kl 10:30 (CET) | Österrike | 20 – 67 (8-30) Rapport | Tjeckoslovakien | Łódź |
| 10 maj 1958 kl 10:30 (CET) |           |                        |                 | Łódź |

| 11 maj 1958 kl 10:00 (CET) | Österrike | 34 – 66 (15-38) Rapport | Bulgarien | Łódź |
| 11 maj 1958 kl 10:00 (CET) |           |                         |           | Łódź |

## Slutspelsrundan

### Matcher om plats 7-10
| Plats | Nation        | Spelade | Vinster | Förluster | Mål       | Målskillnad | Poäng |
| ----- | ------------- | ------- | ------- | --------- | --------- | ----------- | ----- |
| 1     | Ungern        | 3       | 3       | 0         | 169 – 111 | +58         | 6     |
| 2     | Nederländerna | 3       | 2       | 1         | 110 – 122 | -12         | 5     |
| 3     | Östtyskland   | 3       | 1       | 2         | 136 – 128 | +8          | 4     |
| 4     | Österrike     | 3       | 0       | 3         | 117 – 171 | -54         | 3     |

| 13 maj 1958 kl 10:00 (CET) | Östtyskland | 35 – 53 (16-26) Rapport | Ungern | Łódź |
| 13 maj 1958 kl 10:00 (CET) |             |                         |        | Łódź |

| 14 maj 1958 kl 10:00 (CET) | Nederländerna | 42 – 34 (21-19) Rapport | Österrike | Łódź |
| 14 maj 1958 kl 10:00 (CET) |               |                         |           | Łódź |

| 15 maj 1958 kl 10:00 (CET) | Ungern | 70 – 52 (31-25) Rapport | Österrike | Łódź |
| 15 maj 1958 kl 10:00 (CET) |        |                         |           | Łódź |

| 17 maj 1958 kl 10:00 (CET) | Östtyskland | 42 – 44 (16-19) Rapport | Nederländerna | Łódź |
| 17 maj 1958 kl 10:00 (CET) |             |                         |               | Łódź |

| 18 maj 1958 kl 10:00 (CET) | Österrike | 31 – 59 (14-28) Rapport | Östtyskland | Łódź |
| 18 maj 1958 kl 10:00 (CET) |           |                         |             | Łódź |

| 18 maj 1958 kl 11:30 (CET) | Nederländerna | 24 – 46 (9-19) Rapport | Ungern | Łódź |
| 18 maj 1958 kl 11:30 (CET) |               |                        |        | Łódź |

### Matcher om plats 1-6
| Plats | Nation          | Spelade | Vinster | Förluster | Mål       | Målskillnad | Poäng |
| ----- | --------------- | ------- | ------- | --------- | --------- | ----------- | ----- |
| 1     | Bulgarien       | 5       | 5       | 0         | 295 – 203 | +92         | 10    |
| 2     | Sovjet          | 5       | 4       | 1         | 328 – 231 | +97         | 9     |
| 3     | Tjeckoslovakien | 5       | 3       | 2         | 271 – 243 | +28         | 8     |
| 4     | Jugoslavien     | 5       | 2       | 3         | 238 – 292 | -54         | 7     |
| 5     | Polen           | 5       | 1       | 4         | 296 – 288 | +8          | 6     |
| 6     | Frankrike       | 5       | 0       | 5         | 191 – 362 | -171        | 5     |

| 13 maj 1958 kl 11:30 (CET) | Frankrike | 23 – 70 (12-38) Rapport | Bulgarien | Łódź |
| 13 maj 1958 kl 11:30 (CET) |           |                         |           | Łódź |

| 13 maj 1958 kl 18:00 (CET) | Polen | 50 – 61 (22-33) Rapport | Jugoslavien | Łódź |
| 13 maj 1958 kl 18:00 (CET) |       |                         |             | Łódź |

| 13 maj 1958 kl 19:30 (CET) | Sovjet | 52 – 46 (24-24) Rapport | Tjeckoslovakien | Łódź |
| 13 maj 1958 kl 19:30 (CET) |        |                         |                 | Łódź |

| 14 maj 1958 kl 11:30 (CET) | Jugoslavien | 39 – 79 (15-38) Rapport | Sovjet | Łódź |
| 14 maj 1958 kl 11:30 (CET) |             |                         |        | Łódź |

| 14 maj 1958 kl 18:00 (CET) | Tjeckoslovakien | 68 – 40 (42-21) Rapport | Frankrike | Łódź |
| 14 maj 1958 kl 18:00 (CET) |                 |                         |           | Łódź |

| 14 maj 1958 kl 19:30 (CET) | Bulgarien | 53 – 48 (28-23) Rapport | Polen | Łódź |
| 14 maj 1958 kl 19:30 (CET) |           |                         |       | Łódź |

| 15 maj 1958 kl 11:30 (CET) | Jugoslavien | 37 – 63 (20-29) Rapport | Bulgarien | Łódź |
| 15 maj 1958 kl 11:30 (CET) |             |                         |           | Łódź |

| 15 maj 1958 kl 18:00 (CET) | Sovjet | 81 – 32 (40-15) Rapport | Frankrike | Łódź |
| 15 maj 1958 kl 18:00 (CET) |        |                         |           | Łódź |

| 15 maj 1958 kl 19:30 (CET) | Polen | 59 – 61 (24-30) Rapport | Tjeckoslovakien | Łódź |
| 15 maj 1958 kl 19:30 (CET) |       |                         |                 | Łódź |

| 17 maj 1958 kl 11:30 (CET) | Frankrike | 48 – 79 (22-38) Rapport | Polen | Łódź |
| 17 maj 1958 kl 11:30 (CET) |           |                         |       | Łódź |

| 17 maj 1958 kl 18:00 (CET) | Jugoslavien | 37 – 52 (18-26) Rapport | Tjeckoslovakien | Łódź |
| 17 maj 1958 kl 18:00 (CET) |             |                         |                 | Łódź |

| 17 maj 1958 kl 19:30 (CET) | Bulgarien | 54 – 51 (25-22) (Förlängning: 5-2) Rapport | Sovjet | Łódź |
| 17 maj 1958 kl 19:30 (CET) |           |                                            |        | Łódź |

| 18 maj 1958 kl 15:00 (CET) | Jugoslavien | 64 – 48 (35-29) Rapport | Frankrike | Łódź |
| 18 maj 1958 kl 15:00 (CET) |             |                         |           | Łódź |

| 18 maj 1958 kl 16:30 (CET) | Bulgarien | 55 – 44 (29-24) Rapport | Tjeckoslovakien | Łódź |
| 18 maj 1958 kl 16:30 (CET) |           |                         |                 | Łódź |

| 18 maj 1958 kl 18:00 (CET) | Sovjet | 65 – 60 (35-35) Rapport | Polen | Łódź |
| 18 maj 1958 kl 18:00 (CET) |        |                         |       | Łódź |

| Europamästare: Bulgariens första EM-titel |

## Slutplaceringar
| 1  | Bulgarien       |
| 2  | Sovjet          |
| 3  | Tjeckoslovakien |
| 4  | Jugoslavien     |
| 5  | Polen           |
| 6  | Frankrike       |
| 7  | Ungern          |
| 8  | Nederländerna   |
| 9  | Östtyskland     |
| 10 | Österrike       |